# Maud Wagner
Maud Stevens Wagner (Condado de Lyon, Kansas, 12 de febrero de 1877-Lawton, Oklahoma, 30 de enero de  1961), conocida como Maud Wagner, fue una artista de circo y la primera mujer tatuadora profesional estadounidense de la que se tiene información.

## Biografía
Nació en 1877 en el Condado de Lyon, Kansas, hija de David Van Buran Stevens y Sarah Jane McGee. Fue trapecista y contorsionista, y trabajó en muchos circos ambulantes. A los 27 años, de viaje con uno de ellos, en la Exposición Universal de San Luis de 1904, conoció a Gus Wagner, un marino mercante que había viajado por el mundo y había vuelto a los Estados Unidos cubierto con cerca de 300 tatuajes. Para ese momento, él también trabajaba en circos itinerantes, en donde sorprendía a la gente con su elaborado arte a tinta que, decía, había aprendido de tribus de Java y Borneo. Él la invitó a una cita y ella, que ya había mostrado interés por el tatuaje, aceptó con una condición: que la iniciara en este arte. Se casaron algunos años después y tuvieron una hija llamada Lotteva, quien con el tiempo también se convertiría en tatuadora profesional. Había comenzado a practicar bajo supervisión de sus padres a los nueve años. Maud Wagner no quiso que su hija se tatuara y nunca dejó que su esposo lo hiciese y, de hecho, la experta tatuadora en la que se convirtió Lotteva jamás llegó a lucir ninguno en su propia piel.

## Obra y legado
Maud aprendió de Gus Wagner la técnica de tatuaje tradicional conocida como hand poked o stick and poke, y se convirtió en una talentosa artista y la primera mujer tatuadora profesional conocida. Ambos fueron de los últimos tatuadores en trabajar a mano, es decir, sin ayuda de la máquina para tatuar eléctrica, que ya había sido inventada en 1891 por Samuel O’Reilly a partir de la pluma eléctrica de Thomas Edison. Con esa técnica se lograban diseños muy detallados, pero exigía bastante trabajo dado que los tatuajes se realizaban de manera manual con un palillo o aguja que se mojaba en tinta.
La pareja se tatuaba mutuamente; él le dibujó animales míticos y salvajes, plantas exóticas, mujeres indígenas e incluso el nombre de ella. Lamentablemente no existen registros de los diseños de Maud Wagner, pero sí sobrevivieron dibujos de su esposo. En una época en donde los tatuajes no eran bien vistos porque se los consideraba arte salvaje o propio de grupos marginales, Maud rompió los prejuicios de un ámbito dominado por hombres y adoptó esa forma de arte, y junto a su esposo lo difundió por todo el país; se les atribuye el darlo a conocer tierra adentro, lejos de las ciudades y pueblos costeros donde había comenzado la práctica. La foto tomada en 1907 de Maud Stevens Wagner posando orgullosa mostrando sus tatuajes es icónica, documento histórico de la primera mujer tatuadora estadounidense de la que se tiene conocimiento.
Después de abandonar el circo, el matrimonio siguió viajando en forma independiente por Estados Unidos. Se presentaban en ferias, salas de juego o teatros de vodevil como tatuadores profesionales y atracciones en sí mismos.
Maud Wagner murió el 30 de enero de 1961 en Lawton, Oklahoma.